# Katoenoproer
Het Katoenoproer vond plaats in 1839 te Gent toen de katoenarbeiders maatregelen eisten van de regering om hun situatie te verbeteren. Het leger joeg op 2 oktober een manifestatie uiteen, waarna de regering op een aantal eisen inging. De episode illustreert dat er ook vóór Marx al sprake was van een mondige arbeidersbeweging.

## Context
De industrie van het jonge België maakte in 1839 een economische crisis door. In de textielstad Gent herstelde de katoennijverheid moeizaam van het verlies van de koloniale afzetmarkten en woog de Engelse concurrentie zwaar. Vooral onder industriëlen waren er ook veel orangisten, die na het in april 1839 gesloten Verdrag van Londen een laatste poging wilden wagen om de Belgische afsplitsing ongedaan te maken. Ze probeerden in te haken op het ongenoegen bij de arbeiders, dat dreigende vormen begon aan te nemen. In juli schreef de spinner Cesar van Moerkercke naar koning Leopold I met de vraag een minimumloon in te voeren. Ook van de provincieraad kreeg de vorst een alarmerende brief over de toestand in de linnenindustrie. Gouverneur Pierre de Schiervel en burgemeester Jean-Baptiste Minne-Barth gingen de zaak bepleiten bij het kabinet-Theux, maar hun geruststellende woorden bij terugkomst kregen geen gevolg in het regeringsbeleid. Half september waren 12 van de 53 Gentse spinnerijen gesloten, de overige draaiden niet op volle kracht. De lonen van de katoenarbeiders waren verlaagd en de werkloosheid greep om zich heen. Mede door de levensduurte kreeg het werkloze en werkende proletariaat met honger te maken. De autoriteiten vreesden dat het tot rellen zou komen zoals in Noord-Frankrijk.

## Verloop
Op 29 september werd na een woelige meeting in herberg Den Groenen besloten een petitie op de stellen, die ongeveer 12.000 handtekeningen verzamelde. De volgende dag kwam het werkvolk uit de spinnerijen op straat. Enkele honderden of duizenden betoogden georganiseerd in het stadscentrum, optrekkend per fabriek in groepjes van 10 à 15 met telkens een meesterknecht aan het hoofd. Op het stadhuis vonden ze gehoor bij de burgemeester, maar nadien zorgde het "grauw" voor onlusten. Minister De Theux maande de gouverneur aan om streng op te treden want hij vermoedde politieke orkestratie. 
Stakers bleven de volgende dagen voor onrust zorgen. Door toedoen van de orangist Mast werd een vrijheidsboom in brand gestoken en door de straten gesleept. Op meetings werd druk gediscussieerd over actiemiddelen. Meesterknechten die voorstelden geen massademonstratie te houden maar enkel een delegatie te sturen, kregen te horen dat de fabrieken zouden worden stukgeslagen. In de ochtend van 2 oktober verzamelden zes- tot tienduizend arbeiders zich met hun vrouwen op de Vrijdagmarkt. Ze trokken naar het Provinciehuis, waar vijftien leiders hun eisen aan de gouverneur mochten meedelen: een verbod op katoenimport en lagere voedselprijzen. Aan hun hoofd stond Constant 'Pruuke' Dossche, een failliete makelaar die feitelijk niets met de textielnijverheid van doen had maar wel een orangist was. De Schiervel beloofde voor de arbeiders te zullen bemiddelen als ze weer aan het werk gingen. Hoewel zijn boodschap goed werd onthaald, braken die dag rellen uit op de Vrijdagmarkt. Burgemeester Minne-Barth probeerde de orde te handhaven zonder bloedvergieten, maar toen de situatie bij het invallen van de duisternis niet onder controle was, gaf gouverneur De Schiervel het leger bevel om de kanonnen uit te rollen en het plein te ontruimen. Het garnizoen van plaatscommandant Louis Van de Poele was tegen de avond versterkt met troepen die per trein waren aangevoerd uit Dendermonde, Oudenaarde, Antwerpen en Mechelen. De cavalerie onder generaal Clump voerde charges uit met de sabel en de bajonet en werd onthaald op straatstenen. De jonge 'draadjestrekker' Pieter Van De Vyver werd doodgeschoten en 62 mensen aangehouden. Het bleef nog enkele dagen onrustig, maar op 5 oktober was de staking gedaan en de orde hersteld.

## Beleidsreactie
Op 3 oktober zat de koning een ministerraad voor om zich te beraden over de eisen van de Gentse katoenarbeiders. Die dag had het stadsbestuur ook een petitie willen richten aan de koning, maar gouverneur De Schiervel had dit verboden omdat het leek op toegeven aan de straat. Nochtans was de schrik voor het grauw wel degelijk een beweegreden die de overheid in de daaropvolgende maanden tot maatregelen bracht. De Antwerpse Banque de l'Industrie kreeg heimelijk subsidie om de prijzen van Belgisch katoen te stimuleren en de grootgrondbezitters in de senaat moesten instemmen met een uitvoerverbod op graan. 
De volksmenner Pruuke Dossche kwam na enkele maanden voorhechtenis in april 1840 voor het Assisenhof van Brabant, dat hem vrijsprak.